# Gustave Rolin-Jaequemyns

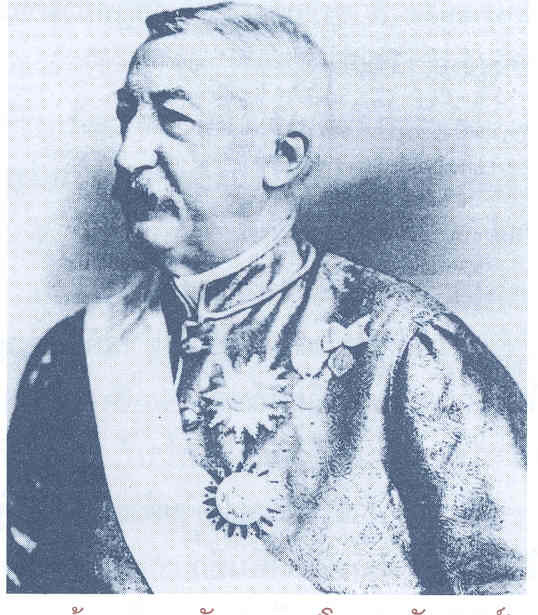
Gustave Rolin-Jacquemyns

Gustavus Henricus Angelus Hippolytus Rolin-Jaequemyns (Gent, 31 januari 1835 – Brussel, 9 januari 1902) was een Belgisch rechtswetenschapper en diplomaat, minister van Binnenlandse Zaken (1878-1884) en lid van de Liberale Partij. Als adviseur van koning Rama V (Chulalongkorn) speelde hij een cruciale rol bij de hervorming van Thailand naar westers model.

## Jeugd en opvoeding
Gustave was de oudste van de achttien kinderen die tussen 1835 en 1857 in het gezin van de uit Kortrijk afkomstige Hippolyte Rolin (1804-1888) en Angélique Hellebaut (1811-1870) werden geboren, en van wie er vijftien de volwassen leeftijd bereikten. Hippolyte was een vooraanstaand advocaat die in 1827 met onderscheiding afstudeerde aan de Rijksuniversiteit Leuven, zijn eed als advocaat aflegde en afreisde naar Berlijn waar hij colleges volgde van onder andere Von Savigny en Hegel. Toen in 1830 de Belgische Revolutie uitbrak, kwam Hippolyte terug en vestigde zich als advocaat in Gent. Hij behoorde er tot de orangisten. Na verloop van tijd verzoende hij zich met het Belgische koninkrijk. In 1846 werd hij voorzitter van de Gentse Union libérale en werd gemeenteraadslid en schepen van Gent. Van 1848 tot 1850 hij Minister van Openbare Werken in het kabinet Charles Rogier en tevens zetelde hij van 1848 tot 1852 in de Kamer van volksvertegenwoordigers.
Gustaaf blonk uit op het Gymnasium in Gent, en zijn muzikale begaafdheid bleek al op jonge leeftijd. Op zijn 16e reisde hij naar Engeland en van daar naar Parijs waar hij aan het Lycée Charlemagne een eerste prijs verwierf, waarna hij rechten studeerde in Gent. Later volgde hij het voorbeeld van zijn vader en trok naar Berlijn om daar colleges te volgen. In 1860, op 25-jarige leeftijd, werd hem de leerstoel moderne politieke geschiedenis aangeboden. Gustaaf weigerde om zijn vader in zijn praktijk bij te staan.
In 1859 trouwde Rolin met Emilie Jaequemyns, de enige dochter van de gefortuneerde arts Jaequemyns en sindsdien gebruikte hij de naam Rolin-Jaequemyns. Haar vader, Edouard Jaequemyns (1806-1874), was doctor in de geneeskunde (1826), in de farmacie (1829) en in de wis- en natuurkunde (1830). Hij was een orangist en was om zijn politieke overtuiging voor het gerecht gedaagd in het kader van de orangistische putsch begin 1831 beraamd door kolonel Ernest Grégoire en hij werd door Hippolyte Rolin met succes verdedigd. Later werd hij nog Belgisch volksvertegenwoordiger. Het fortuin van Emilie bood aan Gustave de mogelijkheid zich te kunnen wijden aan de studie van het recht en aan sociale kwesties. Rolin had dus redenen om de naam Jaequemyns in eer te houden.
Het echtpaar kreeg drie dochters en twee zoons. Dochter Henriette (1875-) trouwde met Robert Kirkpatrick de Closeburn (1865-1901) en hun dochter Nelly trouwde met professor François Louis Ganshof. De ene zoon Paul Rolin (1867-1934) kreeg in 1912 de toelating om de naam van zijn vrouw aan de zijne toe te voegen: Rolin Hymans. De oudste zoon Edouard Rolin (1863-1963) kreeg in 1912 de toelating om de naam van zijn moeder aan de zijne toe te voegen: Rolin Jaequemyns, zonder verbindingsstreepje. Vanaf Edouard en zeker door de latere generaties, werd de naam als 'Jacquemyns' gespeld. Een achterkleinzoon van Gustave was volksvertegenwoordiger Robert Rolin Jacquemyns.
Ook andere familieleden hielden de reputatie van de juristenfamilie Rolin hoog. De broer van Gustave, Albéric Rolin (1843-1937) was hoogleraar in Gent en voorzitter van het Institut de Droit international en die zijn zoon was de senator, minister en specialist van het internationaal recht Henri Rolin (1891-1973).

## Internationaal recht
Tijdens de congressen van de Association Internationale pour le Progrès des Sciènces Sociales, dat door Rolin-Jaequemyns was opgericht, ontmoette hij Tobias Asser en de Engelsman John Westlake en samen besloot het trio een tijdschrift op te richten, de Revue de Droit International et de Législation Comparée dat zich, en dat was een novum, op vergelijkende rechtswetenschappen toelegde. Het eerste nummer, onder redactie van Gustaaf en met bijdragen van tal van aanzienlijke juristen, verscheen in 1868.
Na de bloedige Frans-Duitse Oorlog van 1870-1871, waarin de Conventie van Genève van 1864 met de voeten werd getreden, ontving Gustaaf Rolin-Jaequemyns brieven van Francis Lieber en Gustave Moynier, waarin ze onafhankelijk van elkaar voorstelden een congres van juristen met internationaal aanzien te organiseren met als doel conflicten op vreedzame wijze te lossen. Na consultatie met onder andere Prof. Bluntschli uit Heidelberg, de Italiaan Pasquale S. Mancini, de Rus Wladimir Besobrasoff, de Amerikaan David Dudley Field II en de Nederlander Tobias Asser werd in 1873 op het stadhuis te Gent het Institut de Droit International opgericht. Prof. Bluntschli werd voorzitter, Besobrasoff vicevoorzitter en Rolin-Jaequemyns secretaris-generaal.
Het instituut, dat nog steeds bestaat, was het eerste dat zich bezighield met internationaal recht. De gezamenlijke wetenschappelijke reputatie van de leden werd ingezet om de internationale politiek te overtuigen van de noodzaak zich ook op wereldschaal door wetten te laten leiden. Met succes, want in 1904 kreeg het instituut voor zijn verdiensten de Nobelprijs voor de Vrede.

## Het politieke klimaat in België

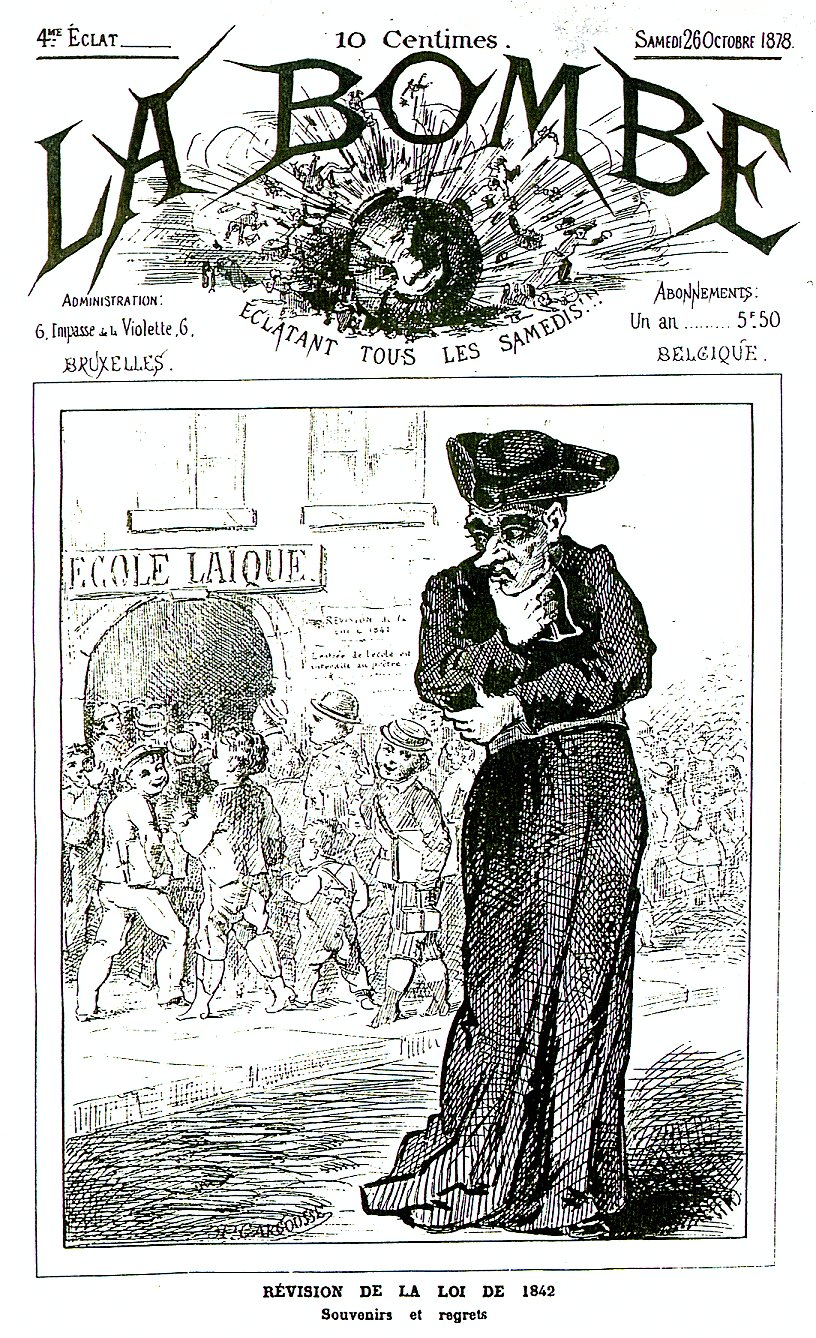
Voorblad van het satirische tijdschrift La Bombe over de schoolstrijd

Vanaf het revolutiejaar 1848 was de liberale vleugel dominant in de Belgische samenleving. Weliswaar waren er katholieke kabinetten, maar ook die ondersteunden de liberale visie van laissez faire, laissez passer: de persoonlijke vrijheid en het economisch leven moesten zo min mogelijk worden beperkt door invloeden van de staat, al werd daar in tijden van recessie wat minder streng de hand aan gehouden. Het is echter onjuist het liberalisme in het België van die tijd af te doen als de ideologie van de bezittende klasse die op vergroting van haar rijkdom en invloed uit was. Er was wel degelijk sprake van een cultuurideaal, dat beoogde de belemmering van de persoonlijke ontplooiing, zowel in economisch als in geestelijk opzicht, en het individu te bevrijden uit de overheersing door dogma en bevoogding door kerk en staat. Bij Rolin-Jaequemyns komt dit tot uiting in zijn deelname aan de strijd binnen wat de Vlaamse Beweging werd genoemd.
Rond 1850 verscherpte de tegenstelling tussen de liberalen en de katholieke politici. Aan katholieke zijde overwon de ultramontaanse vleugel, mede onder invloed van de in 1864 uitgevaardigde pauselijke encycliek Quanta Cura en met name de daaraan toegevoegde Syllabus Errorum, waarin bepaalde maatschappelijke tendensen werden veroordeeld.
Aan liberale zijde, met name in kringen van vrijmetselaars en de Université Libre de Bruxelles, richtte men zich op het principe van "vrij onderzoek", dat onverenigbaar was met het katholieke dogmatisme. Dit verscherpte de antiklerikale houding van de liberalen, die zich toen ontwikkelde tot strijdbaar antikatholicisme. De totale laïcisering van de maatschappij werd het voornaamste doel van de liberalen, die dit trachtten te bekomen door middel van staatsinterventies in het overwegend door katholieke organisaties gedomineerde maatschappelijk leven. De strijd werd niet alleen uitgevochten op economisch vlak, waar de liberalen poogden middels een kredietmaatschappij van pachters zelfstandige, vrije boeren te maken, maar vooral ook op het terrein van het onderwijs.
De zaak bereikte in 1855 een climax met de kwestie Laurent-Brasseur, twee Gentse professoren die ex cathedra stellingen hadden verkondigd die strijdig waren met de katholieke leer. De Katholieke Kerk had met de Conventie van Antwerpen, zonder dat er een wet werd gewijzigd, een stevige vinger in de academische pap gekregen. Deze kwestie maakte het conflict tussen academische en onderwijsvrijheid en de katholieke geestelijkheid pas goed duidelijk en België werd verdeeld in een klerikaal en een antiklerikaal kamp die elkaar bestreden.

## Vlaamse Beweging
Rolin was tot in 1869 advocaat in Gent en vooral tijdens die periode ontpopte hij zich als een voorvechter van de opkomende Vlaamse Beweging. Hij werd in 1863 voorzitter van het progressief-liberale Van Crombrugghe's Genootschap, een Vlaams-liberale culturele vereniging die in 1857 door leerkrachten en oud-leerlingen van het Stedelijk Onderwijs in Gent was gesticht, ter verheerlijking van Burgemeester Van Crombrugghe, de man die zoveel goed voor de Gentse gemeentescholen had gedaan.
Hij was actief in de liberale afdeling van het Vlaamsch Verbond. In 1866 was hij een van de stichters van de Vlaamsche Liberale Vereniging, waarvan Julius Vuylsteke voorzitter werd en hijzelf bestuurslid. De beide heren gaven een manifest uit waarin ze twee vijanden van Vlaanderen aanduidden: het klerikalisme en de verfransing.
Toen in 1867 het negende Nederlandsch Taal- en Letterkundig Congres werd georganiseerd in Gent, was Rolin ondervoorzitter van het inrichtend comité, dat erin slaagde Multatuli als spreker te hebben. Vuylsteke, Rolin en August de Maere getroostten zich ook grote inspanningen om Multatuli naar Gent te krijgen en hem er hoofdredacteur te maken van een strijdblad dat de Groot-Nederlandse gedachten zou aanmoedigen. Dit plan kreeg geen uitvoering.
Rolin was bovendien in 1866 medestichter en voorzitter van de Gentsche Volksbank. Voor het Willemsfonds hield hij Voordrachten over de Grondwet, die hij ook publiceerde.

## De schoolstrijd
Na de verkiezingszege van de liberalen in 1878, trad Rolin-Jaequemyns als minister van Binnenlandse Zaken toe tot het kabinet van de "papenvreter" Frère-Orban die, samen met de minister van Onderwijs Pierre Van Humbeeck de zogenoemde schoolstrijd ontketende. Dit was het rechtstreekse gevolg van de nieuwe wet op het lager onderwijs, waarmee de liberalen de invloed van de Katholieke Kerk op het onderwijs wilden breken en de laïcisering van de maatschappij wilden doorzetten.
Men had echter de weerstand van de Katholieke Kerk onderschat en al gauw werden overal tegen de gemeentelijke scholen katholieke scholen opgericht en werd er gestreden om iedere leerling en iedere leerkracht. De strijd werd gevoerd met een hevigheid die nog tientallen jaren lang zijn invloed zou hebben in België. De schoolstrijd werd door de liberalen verloren, daar dit conflict de katholieken verenigde en er een netwerk van scholen ontstond dat het staatsnetwerk ruimschoots overvleugelde. De Écoles Laiques liepen leeg en de liberalen leden ten gevolge van deze strijd een zware verkiezingsnederlaag in 1884.
Hoewel zelf gelovig speelde Rolin-Jaequemyns als vooraanstaand jurist een belangrijke rol in dit kabinet en droeg met zijn expertise bij aan de geïntroduceerde wetgeving. Hierdoor werd hij samen met alle auteurs van de Schoolwet van 1879 getroffen door een collectieve excommunicatie. Later werd hem ontheffing van zijn excommunicatie verleend na bemiddeling door zijn zoon Edouard, eveneens een eminent jurist.
Met de overwinning van de Katholieke Partij in de verkiezingen van 1884 was zijn politieke carrière ten einde en kon hij zich weer richten op de Revue en het instituut. Ook zetelde hij van 1878 tot 1886 voor het arrondissement Gent in de Kamer van volksvertegenwoordigers. Bij de verkiezingen van juni 1886 werd hij niet herkozen.
In 1889 werd hij door Leopold II benoemd tot lid van de Hoge Raad voor de onafhankelijke staat Kongo.

## Thailand

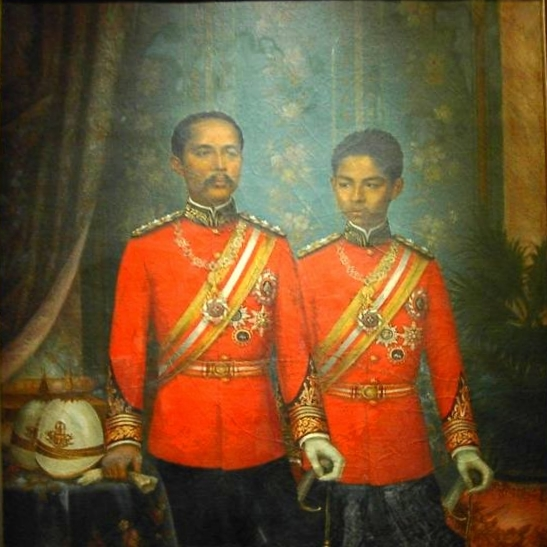
Koning Rama V en kroonprins Vajirunnahis

### Caïro
Nadat zijn broer door onbesuisde investeringen het familiekapitaal verspeelde, en Gustave en zijn vrouw die voor hem borg hadden getekend eveneens zwaar verlies leden, zag Gustave zich gedwongen een betrekking bij het gemengde hof in Caïro te accepteren. Hier werd hij al snel lid van de high society en bleek tot vreugde van zijn gastheren een bekwaam musicus. Tijdens een lunch bij de Britse ambassadeur ontmoette hij prins Damrong van Siam, die op zoek was naar een jurist van internationale faam om hem te helpen voorkomen dat Fransen, Britten en Japanners het koninkrijk onder zich opdeelden. Deze toevallige ontmoeting - Prins Damrong was, teleurgesteld na onderhandelingen met de koloniale mogendheden, op de terugweg naar zijn vaderland - bleek doorslaggevend voor de geschiedenis van Thailand.

### De situatie in Siam
Frankrijk had Indochina in bezit genomen en eiste het gebied ten oosten van de Mekong op en wilde van Siam een protectoraat maken. Twee oorlogsschepen werden naar Bangkok gestuurd en het vuur van de Siamese Marine werd beantwoord. De onderhandelingen na het Paknamincident van 13 juli 1893 werden nauwgezet gevolgd door de grote mogendheden en de Siamezen waren zich er terdege van bewust dat elke fout hun vrijheid fataal kon worden.
Rolin-Jaequemyns was zich ervan bewust dat Siam alleen kans had als het zijn burgers rechtszekerheid en een adequate levensstandaard kon bieden en de koloniale mogendheden voldoende zekerheid hadden om betrekkingen aan te knopen. Na een periode van pendeldiplomatie, waarbij hij kon vertrouwen op zijn netwerk van het Institut de Droit International, bracht hij een wapenstilstand tot stand.

### Hervormingen
Nu de directe dreiging was afgewend, moest Siam hervormd worden van een traditionele maatschappij naar een staat geschoeid op westerse leest. De taak was gigantisch. Als adviseur en gevolmachtigde van koning Chulalongkorn (Rama V) hervormde hij samen met Robert Kirkpatrick en een aantal Belgische en Engelse medewerkers de Thaise staatsinrichting en het rechtsstelsel, dat nog op traditioneel boeddhistische leest geschoeid was.
Rolin-Jaequemyns leerde Siamees en liet vele stukken uit de oude wetgeving, die op de Dharmasastra was gebaseerd, vertalen. Hij schreef in 1895 aan de voorzitter van de Internationale Vereniging voor Vergelijkende Rechtswetenschap in Berlijn dat het bestuderen van het uiterst interessante maar onbekende Siamese recht een onmisbare voorbereiding was voor de herziening van de wetgeving. Men mocht niet zomaar westerse wetboeken importeren, maar de originele kenmerken van het bestaande recht moesten worden bewaard. Hij installeerde in 1895 een wetgevende raad, hervormde het administratieve apparaat, voerde moderne correspondentie- en boekhoudmethoden en accountantscontroles in, verving de structuur van de ministeries die haar wortels in de 15e eeuw had, en gaf de aanzet voor diverse grote publieke werken, waarvan de belangrijkste de aanleg van een spoorwegnetwerk van Bangkok naar de meest afgelegen provincies van het rijk en de oprichting van de eerste rechtenfaculteit in Bangkok waren. Het overgrote deel van deze hervormingen vormt tot op de dag van vandaag het fundament van de moderne Thaise staat.

## Chao Phya Abhai Raja Rolin-Jaequemyns, zijn nalatenschap
Zijn verdiensten leverden hem in 1898 de titel van Chao Phya Abhai Raja (เจ้าพระยาอภัยราชา) op, de hoogste adellijke titel ooit aan een buitenlander toegekend. Dat gebeurde in de Thaise geschiedenis slechts twee maal eerder. Rolin-Jaequemyns kreeg voor zijn verdiensten een standbeeld op de (door hem gestichte) rechtsfaculteit van de Thammasat-universiteit.
Rolin-Jaequemyns wordt zowel in Thailand als in België als een groot man geëerd, maar zijn grootste verdienste is zijn rol in de oprichting van het Institut International de Droit waarvan de leden, en Rolin-Jaequemyns had daar dankzij zijn uitstekende reputatie en praktijkervaring een groot aandeel in, aan de basis stonden van het internationale recht dat we tegenwoordig nog kennen. Hun werk legde het fundament voor het Internationaal Hof van Justitie. De Thai eren hem als de man die ervoor gezorgd heeft dat Thailand nooit is gekoloniseerd. Ook in academische kringen geniet hij aanzien, terwijl vooral de Vereniging voor Internationaal Recht zijn gedachtenis in ere houdt.

## Vrijmetselaar
Rolin-Jaequemyns wordt vaak in lijsten van vrijmetselaars vermeld. Over de juistheid van die vermelding heeft lang enige onzekerheid bestaan. Maar aan het einde van de 20e eeuw kwamen, als gevolg van een diplomatieke overeenkomst, uit Moskou archieven terug die tijdens de Tweede Wereldoorlog door de nazi's waren geroofd en die na de oorlog in de Sovjet-Unie waren terechtgekomen. Daarbij bevond zich het verslagboek in de leerlingengraad van de Gentse loge La Liberté over de jaren 1865-1872.
Op 5 juni 1869 werd de aanvraag tot inwijding van Gustave Rolin in dit verslagboek opgetekend. Op 11 juni werd een eerste maal en op 14 juni een tweede maal gunstig gestemd. Op 27 september 1869 werd hij ingewijd, ondanks een incident dat zich in juli had voorgedaan. Sommige leden van de (mogelijk concurrerende) loge Le Septentrion hadden namelijk in de katholieke kring La Concorde indiscreties begaan betreffende de aanstaande inwijding van Rolin en zelfs gelekt welke vragen men hem bij de rituele ondervraging had gesteld. Het incident werd toegedekt en de inwijding ging door. In de tijd van hevige tegenstellingen katholiek-liberaal, kon een dergelijk incident zwaar wegen op iemands reputatie.
Toch zijn er drie feiten die aanduiden dat Rolin slechts korte tijd tot de broederschap heeft behoord:
- Hij stond in Gent bekend als een 'katholieke liberaal'.
- Hij had het er later zeer moeilijk mee dat hij tijdens een scherpe fase van de schoolstrijd, door Rome werd geëxcommuniceerd en leverde (met succes) grote inspanningen om dit ongedaan te maken.
- Hij werd in zijn parochiekerk in Etterbeek begraven en op het doodsbericht stond vermeld dat hij 'godvruchtig overleden' was.

De leden van de regering-Frère-Orban-Van Humbeeck waren vrijmetselaars of (zoals Frère-Orban zelf en dus ook Rolin) gewezen vrijmetselaars.

## Musicus
De verzorgde opvoeding die Gustave Rolin kreeg hield ook een muzikale opleiding in. Tijdens zijn studentenjaren componeerde hij koorwerken, waaronder een Choeur dédié aux étudiants de l'Université de Gand.
Hij was een voortreffelijk pianist en luisterde vaak privébijeenkomsten op met een recital of met een voor de gelegenheid samengesteld kamerorkest.

## Eerbetoon
Rolin-Jaequemyns genoot internationaal grote faam als jurist en vooral ook als medestichter en voorzitter van het Institut de Droit International. Hij werd lid of lid van de raad van bestuur van:
- de Academie van Montreal in 1870,
- de Academie van Madrid in 1872,
- de Koninklijke Academie van Wetenschappen en Schone Kunsten van België in 1874,
- de Academie van Constantinopel in 1881.

Hij werd eredoctor van:
- de Universiteit van Edinburgh (1877),
- de Universiteit van Oxford,
- de Universiteit van Cambridge
- de Université Libre de Bruxelles.

In 2011 werd Rolin-Jaequemyns tijdens een symposium naar aanleiding van 500 jaar Thais-Europese relaties verkozen tot Europeaan die de grootste invloed op Thailand heeft gehad.
In 2013 werd Rolin-Jaequemyns in het bijzijn van Prins Filip en Prinses Mathilde in de Thaise ambassade geëerd met een buste.

## Publicaties
Het gepubliceerde werk van Rolin-Jaequemyns bestaat voor een belangrijk deel uit essays over nationale en internationale politiek en internationaal recht, maar ook reisverslagen en dagboekachtige geschriften over zijn tijd in Thailand.
- Des partis et de leur situation actuelle en Belgique, Brussel, 1864.
- De la réforme électorale, Brussel, 1865.
- Voordrachten over de Grondwet, Gent, 1867.
- Note sur la théorie du droit d'intervention, in Revue de Droit International et de Législation Comparée 8 (1876), pp. 673–682.
- L'Arménie, les Arméniens et les traités, in Revue de Droit International et de Législation Comparée 19 (1887), pp. 284–325 en 21 (1889), pp. 291–353; Herdruk in het Engels: Armenia, the Armenians and the Treaties, Londen, 1891.
- Mémoire sur quelques questions se rapportant aux relations entre le Siam et la France sous les traités existants, Londen, 1896.